# Decapod (locomotive)

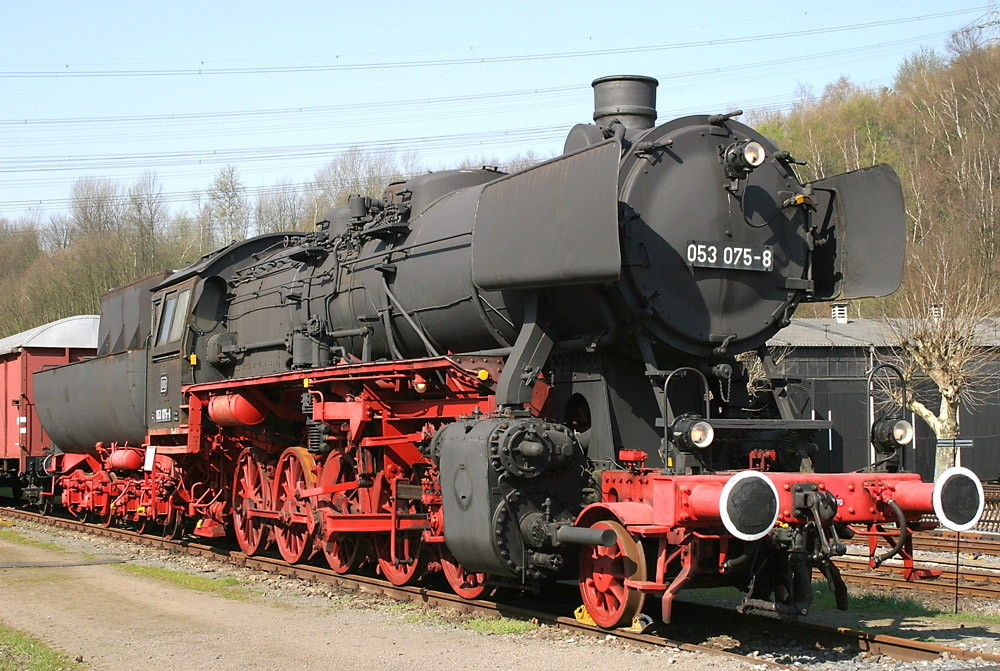
Locomotive Decapod BR 50 des chemins de fer ouest-allemands.

Decapod est un type de locomotive à vapeur dont les essieux ont la configuration suivante (de l'avant vers l'arrière) :
- 1 bissel porteur (1 essieu)
- 5 essieux moteurs accouplés.

## Codifications
Ce qui s'écrit :
- 2-10-0 en codification Whyte.
- 150 en codification européenne.
- 1E en codification allemande et italienne.
- 56 en codification turque.
- 5/6 en codification suisse.

## Utilisation
Les Decapod furent les machines pour trains de marchandises par excellence. Elles figurèrent à l'effectif de pratiquement tous les pays en se substituant aux 040, 140 et 050 pour le service des trains de marchandises dont le poids n'avait cessé d'augmenter. En Europe un record fut établi par l'Allemagne qui pour ses besoins lors de la Seconde Guerre mondiale fit construire 11 000 machines en trois types différents.

### France
En France, les réseaux d'Alsace-Lorraine, de l'Est, du Nord, du Paris-Orléans et de l'État feront construire ce type de machine. La SNCF se contentera de la série « unifiée » des 150 P qui n'était que la reproduction des 5-1201 à 5-1230 de la compagnie du Nord. 
La présence de série de Decapod sur les réseaux de l'Alsace-Lorraine, de l'Est et du Nord s'explique facilement par le trafic de charbon, de minerai de fer et d'acier. Pour le réseau de l'État, il s'agit des mêmes causes mais dans une moindre mesure. Par contre pour le réseau du Paris-Orléans, cette présence n'est due qu'à la volonté d'avoir des machines pouvant affronter les lignes du Massif central en se passant de la double traction ou du renfort en pousse qui étaient plus onéreux.
Les Decapod récupérées au sortir de l'Armistice de 1918 et de la Capitulation de 1945 furent de même réparties entre les réseaux de l'Est et du Nord.
Réseau de l'ALG12.1 AL 5546 à 5562 avec les 5551 à 5562 d'origine AL de 1915 et les 5546 à 5550 ex-Est (origine allemande de 1918), futures : 1-150 B 546 à 562
G12 AL 5563 à 5689 avec les 5563 à 5680 d'origine AL de 1917 à 1919 et les 5681 à 5689 ex-Est (origine allemande de 1918), futures : 1-150 C 563 à 689
G11 AL 5501 à 5547 de 1905 à 1910, transformée pour partie de 1928 à 1933 en T19 AL 8201 à 8213 (type 151 T ) et radiée pour l'autre avant la création de la SNCF en 1938
Compagnie de l'Est150 Est 5015 série 13 d'origine allemande de 1918 (destinée à la Turquie), future : 1-150 A 15
150 Est 5201 à 5206 série 13 d'origine allemande de 1918, futures : 1-150 D 201 à 206
150 Est 150001 à 150195 série 13 de 1924 à 1930, futures : 1-150 E 1 à 195
Compagnie du Nord150 Nord 5001 et 5002 prototypes de 1912, futures : 2-150 A 1 et 2
150 Nord 5003 à 5120 (avec un trou entre 5022 et 5031) série dérivée de la 5001 de 1913 à 1930 (sauf les années entre 1914 et 1918), futures : 2-150 A 3 à 112
150 Nord 5.1201 à 5.1230 de 1933 à 1935, futures : 2-150 B 1 à 30
Compagnie du PO150 PO 6001 à 6070 de 1910 à 1913, futures : 4-150 A 1 à 70 moins la 6030, future : 4-160 A 1
Réseau de l'ÉtatÉtat 150-001 à 150-010 de 1930,  identiques aux 150 Est 150001 à 150195, futures : 1-150 E 196 à 203
SNCF1-150 C entre 808 et 897 pour 9 machines récupérées au sortir de la guerre
2-150 C ex-2-150 A modernisées (numéros conservés)
1- et 2-150 P 1 à 115 de 1938 à 1945
1- et 2-150 X : 226 unités construites en France numéros entre 819 et 1995 puis numéros 1 à 226 et 13 unités non-incorporées d'origine allemande de 1945
1-150 Y : 1 à 17 et 25 unités non-incorporées numéros entre 123 et 7604 d'origine allemande de 1945
1-150 Z : 33 unités non-incorporées numéros entre 11 et 3137 d'origine allemande de 1945

### Belgique
En Belgique, les Chemins de fer de l'État belge décideront en 1908 de construire des machines de cette disposition. Leurs locomotives les plus puissantes étaient alors les 030 type 32S à cylindres intérieurs. 
- Ces locomotives, livrées entre 1909 à 1922 furent baptisées type 36 (136 exemplaires commandés avant-guerre et 17 autres pour remplacer une soixantaine d'exemplaires perdus pendant le conflit). Modernisées à plusieurs reprises (Type 36bis) elles sont radiées en 1947.

Les Decapod récupérées au sortir de l'Armistice de 1918 n'ont pas intéressé l’État belge et ont rapidement été démolies ou vendues. Après la Capitulation de 1945, de nombreux modèles allemands, commandés à l'industrie belge, remplacèrent les type 36 : 
- G12.1 ex Prusse : un exemplaire numéroté 9252 et radié en 1927.
- G12 "CFOA" série destinée à la Turquie mais utilisée en Belgique occupée : trois exemplaires (9251, 9253-54) revendus au Prince-Henri en 1927.
- G12 ex Prusse : six exemplaires, numérotés entre 9264 et 9273 ; revendus au Prince-Henri ou radiés en 1927.
- Type 25 (SNCB) : type 50ük allemand, construites en Belgique mais inachevées en 1944 ou capturées par les Alliés.
- Type 26 (SNCB) : type 52 allemand, construites en Belgique après la Capitulation.